# Орлов, Юрий Викторович (государственный деятель)
Юрий Викторович Орлов — советский журналист и государственный деятель.

## Биография
Родился в 1928 году в Москве. Член КПСС.
Окончил Московский государственный институт международных отношений.
С 1951 года — на хозяйственной, общественной и политической работе.
В 1951—1960 гг. — переводчик с французского в отделе вещания на Вьетнам, заведующий отделом Всесоюзного радио.
В 1960—1963 гг. — собственный корреспондент Всесоюзного радио по странам Вьетнам и Камбоджа.
В 1963—1974 гг. — сотрудник аппарата ЦК КПСС.
В 1974—1989 гг. — руководитель Всесоюзного радио — заместитель председателя Гостелерадио СССР.
В 2018 году отметил 90-летний юбилей.